# Steuncomité Israëlische Vredes- en Mensenrechtenorganisaties
Het Steuncomité Israëlische Vredes- en Mensenrechtenorganisaties (SIVMO) is een Nederlandse steunorganisatie voor vredes- en mensenrechtengroepen in Israël. Doel is bekendheid te geven aan hun werk. 
Het comité richt zich op een vergelijk tussen Israël en de Palestijnen. Via publicaties en bijeenkomsten verstrekt het SIVMO informatie om duidelijk te maken dat er binnen Israël groepen zijn die op dialoog en vrede gericht zijn. Fondsen en particulieren kunnen via SIVMO deze groepen versterken. SIVMO werd in 1994 opgericht door Anneke Jos Mouthaan. In 2001 was zij ook medeoprichtster van Een Ander Joods Geluid. Op dit moment steunt het SIVMO vijftien verschillende organisaties. SIVMO bestaat uit een kleine groep vrijwilligers en een onbezoldigd, actief meewerkend bestuur. Het comité van aanbeveling bestaat uit: Hedy d'Ancona, Benny Brunner, Meta Floor, Chaja Polak en Jan Pronk.

## Activiteiten
- Het steuncomité stelt zich op de hoogte van de activiteiten en plannen van Israëlische vredes- en mensenrechtenorganisaties en zamelt bij particuliere donateurs en Nederlandse fondsen geld voor hen in.
- Uitgave van het kwartaalblad De Brug met achtergrondinformatie, opiniestukken en interviews over de situatie in Israël en de stand van zaken in het Midden-Oosten. De Brug besteedt aandacht aan het Israël van de vredes- en mensenrechtenactivisten die zich zorgen maken over het humane en democratische karakter van de staat Israël.
- Het organiseren van de lobby voor Israëlische vredes- en mensenrechtenactivisten, als zij op bezoek in Nederland zijn en hun zaak bepleiten bij geldschieters en politieke beleidsmakers.
- Het organiseren van rondetafelgesprekken en publieksbijeenkomsten met Israëlische activisten.
- Samenwerking met gelijkgezinde organisaties in Nederland.
- Het regelmatig informeren van donateurs over wat er met hun giften is gedaan.